# 孔憲培
孔憲培（1756年8月14日—1793年12月7日），原名憲允，後更名憲培，字養元，號篤齋，山東曲阜人。孔子七十二代嫡長孫，衍聖公孔昭煥長子。善寫蘭，傳其先祖孔毓圻之遺法，有《凝緒堂集》。孔憲培無子，過繼同母弟孔憲增長子孔慶鎔繼嗣。

## 生平
乾隆二十一年（1756年）七月十九日辰時出生。乾隆三十二年（1767年）孔昭煥攜其進京覲見。乾隆三十五年（1770年）賜二品冠服:13。次年，乾隆帝賜名憲培。乾隆三十七年（1772年）娶文華殿大學士兼戶部尚書于敏中第三女為妻。同年十一月二十日，孔昭煥專折奏呈乾隆帝聞知，乾隆帝朱批贊譽「汝子頗可成人，朕為汝喜。」十二月初二日，孔憲培入宮叩請聖安，蒙恩赐貂皮、大缎等各件。十二月十九日，諭准孔憲培夫人于氏入宮叩頭朝見崇慶皇太后，獲頒玉如意、壽字衣等物品。乾隆四十二年（1777年）二月，崇慶皇太后去世，照例漢命婦不必成服，特恩允准衍聖公孔昭煥的奏請，由孔昭煥之母何氏率孔憲培之妻于氏趕赴京師，叩謁梓宮。乾隆四十五年（1780年）正月，孔憲培的岳父于敏中過世後，于氏姻族乘機瓜分于敏中生前的資產；于敏中的妾張氏讓她的女兒，即孔憲培之妻，把一萬兩京平雜色銀帶回夫家。張氏之後因為分產問題引發糾紛，經調查後又讓于敏中不法之事曝光；這導致于敏中被追加議處，提督衙門認為應將于氏所拿銀兩追出入官。張氏的三品淑人命婦誥命也被收繳，後被送去，命其女婿家孔家看管。
乾隆四十七年（1782年）九月二十三日，孔憲培襲封衍聖公，誥授光祿大夫。同年三月，乾隆帝諭令新任衍聖公孔憲培，強調其應管理族眾，「統率宗姓朝夕訓厲」。乾隆擔憂有倚恃聖裔者肆行無忌、為害小民；又稱「如有不守规诫，恃强越分，朋比为非、干犯法度者，轻则送地方官察处，重则据实指名参奏，依律正罪」。乾隆四十九年（1784）九月初六日，乾隆帝諭山東巡撫明興：「朕於明年仲春臨雍講學，巨典攸關。衍聖公孔憲培現雖持服，但系伊繼高祖母之事，彼時早至百日，自應仍令赴京，祇候陪祀」。乾隆五十八年（1793年）十一月初五日未時，孔憲培去世，享年三十八歲。次年二月十七日，嗣子孔慶鎔襲爵。
嘉慶元年（1796年）十一月，于氏前往孔林祭掃時，因傳喚不到管勾官楊天祥而將其問責革職；孔憲培的繼母程氏聞知後，命其將公印交由孔憲培同母弟、孔慶鎔的生父孔憲增代管。此事醞釀成婆媳爭奪年幼孔慶鎔的監護權力之爭。剛好于氏的堂侄前來曲阜，于氏憤而在次年二月偕同侄兒南歸金壇故籍。嘉庆三年（1798年）冬旬，于氏才在侄兒于锡嘉的伴同下回到山東，直赴省城向時任山東巡撫伊江阿呈控程氏强争印信之事。山東布政使岳起於嘉慶四年（1799年）四月初三日，向嘉慶帝詳奏了控爭印信的前後經過。最後，于氏被認定是「不識大體」，皇帝認同岳起奏文中「總不應于姓之人干預孔氏之事」、「于錫嘉等專擅孔氏家務，必有希圖侵蝕肥私情事」等主張；於是命孔憲增代理府務直到親生兒子成年為止，又諭示「于氏交伊姑程氏约束，毋任纷争滋事。」

## 家庭
- 父：孔昭煥（1735年—1782年），乾隆八年（1743年）承襲衍聖公。
- 母：陳珠（1735年—1761年），浙江海寧人，候選州同陳克光長女；有二子一女。[註 2]
  - 妻：于氏（1755年—1824年），江蘇金壇人，文華殿大學士兼戶部尚書于敏中第三女。由於孔憲培沒有親生子女，因此以他的同母弟孔憲增的長子孔慶鎔為養子[註 3]。
    - 嗣子：孔慶鎔（1787年—1841年），乾隆五十九年（1794年）承襲衍聖公。
- 繼母：程金（1744年—1806年），江西鉛山人，吏部右侍郎程巖長女；有二子[註 2]。

## 附註
1. ↑  指孔憲培高祖衍聖公孔毓圻的繼室徐昭（1699年—1784年）。
2. 1 2  「夫人陳氏，諱珠，海寧人，候選州同克光長女。雍正十三年正月二十三日未時生，乾隆二十五年十二月二十日卯時卒，年二十六。繼配程氏，諱金，鉛山人，吏部右侍郎巖長女。乾隆九年九月十六日午時生，嘉慶十一年十一月十七日寅時卒，年六十三。子五：憲培、憲增，陳出；憲圭，程出；憲均，庶出；憲堃，程出。女五：楙祉，適候選員外郎桐城方觀本長子總督直隸軍務兵部尚書都察院右都御史受疇，陳出。楙綵，適工部尚書昌樂閻循琦第三子安徽廬州府知府學淳。楙蘋，適山東鹽運使光山何澤傳次子候選中書科中書長化。並庶出。楙全，殤，程出。楙璜，適刑部尚書光州胡季堂子湖南鹽法道鏻，庶出。」
3. ↑  「夫人于氏，金壇人，文華殿大學士監戶部尚書敏中第三女。乾隆二十年十月十三日卯時生，道光三年十二月二十八日丑時卒，年六十九。無子，育同母弟憲增長子慶鎔為嗣。」

## 延伸阅读
[在维基数据编辑]
 《清史稿·卷483》，出自趙爾巽《清史稿》
 在维基共享资源阅览影像